# Hạ Bayern
Hạ Bayern (tiếng Đức: Niederbayern) là một tỉnh (Bezirk), cũng như là một trong 7 vùng hành chính (Regierungsbezirk) ở Bayern, Đức.
Niederbayern nằm ở phía đông của bang và có ranh giới về phía bắc với Oberpfalz, đông bắc với Cộng hòa Séc (Südböhmen, vùng Pilsen), đông nam với Oberösterreich (Innviertel, Mühlviertel) và tây nam với Oberbayern. Từ „Niederbayern“ xuất hiện lần đầu tiên vào năm 1255 khi công quốc Bayern được chia ra. Tên Niederbayern là do vị trí của nó đối với sông Donau khi so sánh với Oberbayern. Lúc đó, Niederbayern lớn hơn bây giờ: bao gồm cả Chiemgau và vùng Bad Reichenhall.
Trung tâm hành chính tỉnh và đồng thời cũng là văn phòng cơ quan chính phủ của vùng hành chính là Landshut.

## Phân cấp
Vùng hành chính Niederbayern bao gồm 3 thành phố độc lập và 9 huyện:

### Thành phố độc lập
- Landshut
- Passau
- Straubing

### Huyện
- Deggendorf (huyện)
- Dingolfing-Landau
- Freyung-Grafenau
- Kelheim (huyện)
- Landshut (huyện)
- Passau (huyện)
- Regen (huyện)
- Rottal-Inn
- Straubing-Bogen